# 500-е годы
500-е (пятисо́тые) го́ды по юлианскому календарю — промежуток времени с 1 января 500 года по 31 декабря 509 года, включающий 500 год 10-го десятилетия V века  и с 501 по 509 годы    1-го десятилетия VI века 1-го тысячелетия.  Они закончились 1516 лет назад.

## Важнейшие события
- Ирано-византийская война (502—506)[1][2][3][4].
- Начало VI века — Бретань признаёт власть франков.
- Начало VI века — Гундобад издал «Lex Gundobada» для всех подданных и «Lex Romana Burgundiorum» для римских подданных.
- Начало VI века — Первые походы славян на Византию.
- Начало VI века — Византия подчиняет своей власти Лазику.
- Начало VI века — Ирану удаётся упразднить царскую власть в Албании, а после подавления нового восстания также и в Картли.
- Начало VI века — Длительная война Когурё и Пэкче. Пэкче отстояло самостоятельность.